# Mont Beppirigai
Le mont Beppirigai (ベッピリガイ山, Beppirigai-san) est une montagne culminant à 1 307 m d'altitude dans les monts Hidaka en Hokkaidō au Japon.